# Bernat Tort
Bernat Tort (? - Londres, 1163) va ser arquebisbe de Tarragona entre els anys 1146 i 1163.
Va ser nomenat arquebisbe de Tarragona pel papa Eugeni III, com a successor d'Oleguer. L'any 1148 va acompanyar el comte Ramon Berenguer IV en la conquesta de Tortosa, i en reconeixement de la seva lleialtat se li va donar la mesquita de la ciutat i totes les seves possessions. Organitzà la naixent diòcesi i Seu tortosina, convertint la mesquita en catedral cristiana i la resta de les edificacions en estances per als canonges (de regla agustina); la diòcesi restà subjectada a Tarragona fins que va ordenar el seu primer bisbe Jofre d'Avinyó el 1151. El 1149 també va participar en la conquesta de Lleida, per la qual cosa va obtenir importants béns per a la seva església.
El 1154 va fundar a Tarragona la comunitat canònica de la catedral amb canonges regulars de l'orde de Sant Agustí, a la qual ell mateix pertanyia. Va tenir una gran enemistat amb el comte de Tarragona Robert d'Aguiló pels privilegis jurisdiccionals que l'arquebisbe tenia sobre la ciutat. A la mort del comte Ramon Berenguer IV, l'any 1163, va ser nomenat per la seva vídua Peronella d'Aragó tutor de l'infant Alfons i va viatjar a Londres per anunciar la notícia al rei Enric II d'Anglaterra, on es va produir la seva defunció.